# Mongiardino Ligure
Mongiardino Ligure är en ort och kommun i provinsen Alessandria i regionen Piemonte i Italien. Kommunen hade 156 invånare (2018).